# Dyrosauridae
De Dyrosauridae is een familie van uitgestorven Crocodylomorpha. Soorten uit deze groep leefden tijdens het Maastrichtien, Paleoceen en Eoceen in Afrika, Azië, Europa, Noord-Amerika en Zuid-Amerika. De familie kon opgesplitst worden in twee groepen: de Dyrosaurinae en de Phosphatosaurinae. De Dyrosauridae is geëvolueerd uit de Pholidosauridae en in het bijzonder het geslacht Terminonaris stond dicht bij de Dyrosauridae.
Naamgever van de familie is Dyrosaurus, een krokodilachtig reptiel die uiterlijk sterk overeenkwam met de huidige gaviaal met lange, smalle kaken met daarin een groot aantal puntige tanden, geschikt voor het vangen en eten van vis. Deze krokodil was ongeveer zes meter lang. Fossielen van Dyrosaurus zijn bekend uit het Eoceen van Tunesië en Algerije. In dezelfde periode leefde in deze regio ook de verwante Phosphatosaurus, die een lengte van mogelijk negen meter had.
Rhabdognathus, Chenanisuchus en Hyposaurus waren de oudste geslachten en Sokotosuchus en Tilemsisuchus waren de jongste geslachten. Behalve deze geslachten waren er ook nog andere geslachten als Guarinisuchus, Arambourgisuchus, Cerrejonisuchus, Acherontisuchus en Atlantosuchus.

## Voorkomen
Fossielen van Cerrejonisuchus en Acherontisuchus zijn gevonden in de Paleocene Cerrejón-formatie in het noorden van Colombia.

## Geslachten
- Acherontisuchus
- Arambourgisuchus
- Atlantosuchus
- Cerrejonisuchus
- Chenanisuchus
- Congosaurus
- Dyrosaurus
- Guarinisuchus
- Hyposaurus
- Phosphatosaurus
- Rhabdognathus
- Sokotosuchus
- Tilemsisuchus

## Galerij

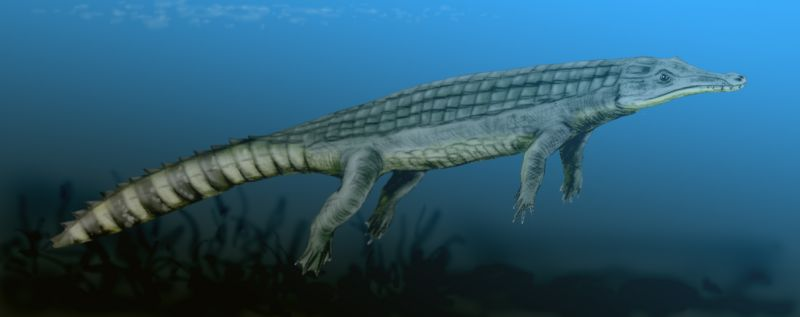
Chenanisuchus
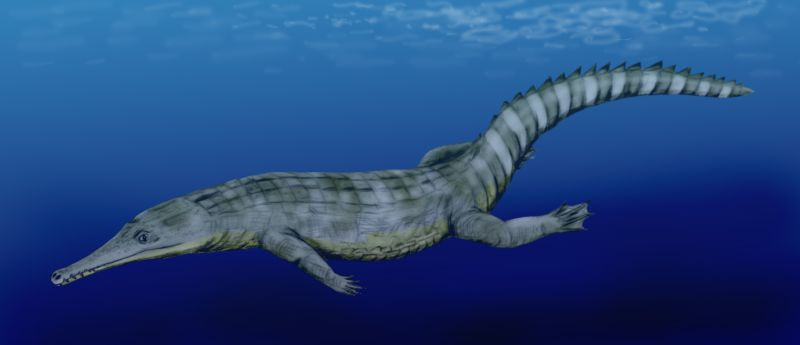
Guarinisuchus
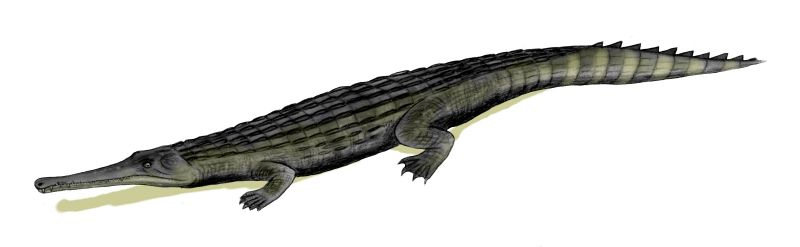
Dyrosaurus